# 호젠지역
호젠지역(일본어: 法善寺駅)은 일본 오사카부 가시와라시에 위치한 긴키 닛폰 철도 오사카 선의 철도역이다. 역 번호는 D 15이며, 상대식 승강장 2면 2선의 구조를 갖춘 지상역이다.

## 타는 곳
| 1 | D 오사카 선 | 하행 | 가와치코쿠부 · 야마토야기 · 이세시마 · 나고야 방면                           |
| 2 | D 오사카 선 | 상행 | 야오 · 후세 · 오사카우에혼마치 · 오사카난바 · 아마가사키 · 고베산노미야 방면 |

## 이용 현황
- 2005년 11월 8일 : 4,128
- 2008년 11월 18일 : 4,162
- 2010년 11월 9일 : 3,834
- 2012년 11월 13일 : 3,795
- 2015년 11월 10일 : 3,790

## 역 주변
- 시립 가시와라 병원
- 온치 강

## 인접 역
| 긴키 닛폰 철도 오사카 선       | 긴키 닛폰 철도 오사카 선 | 긴키 닛폰 철도 오사카 선       |
| ------------------------------ | ------------------------ | ------------------------------ |
| D14 온지 오사카우에혼마치 방면 | D 오사카 선              | 가타시모 D16 이세나카가와 방면 |